# Danh sách cầu thủ tham dự Cúp bóng đá Nam Mỹ 2021
Dưới đây là danh sách các cầu thủ tham dự Cúp bóng đá Nam Mỹ 2021 diễn ra tại Brasil. Do ảnh hưởng của đại dịch COVID-19 tại Nam Mỹ, COMMEBOL đã quyết định cho mỗi đội đăng ký tối đa 28 cầu thủ (trong đó tối đa 3 thủ môn).

## Bảng A

### Argentina
Huấn luyện viên trưởng: Lionel Scaloni
Argentina công bố đội hình 28 cầu thủ chính thức vào ngày 11 tháng 6 năm 2021.
| Số | VT | Cầu thủ                   | Ngày sinh (tuổi)            | Trận | Bàn | Câu lạc bộ          |
| -- | -- | ------------------------- | --------------------------- | ---- | --- | ------------------- |
| 1  | TM | Franco Armani             | 16 tháng 10, 1986 (34 tuổi) | 15   | 0   | River Plate         |
| 12 | TM | Agustín Marchesín         | 16 tháng 3, 1988 (33 tuổi)  | 8    | 0   | Porto               |
| 23 | TM | Emiliano Martínez         | 2 tháng 9, 1992 (28 tuổi)   | 2    | 0   | Aston Villa         |
| 28 | TM | Juan Musso                | 6 tháng 5, 1994 (27 tuổi)   | 1    | 0   | Udinese             |
|    |    |                           |                             |      |     |                     |
| 19 | HV | Nicolás Otamendi          | 12 tháng 2, 1988 (33 tuổi)  | 75   | 4   | Benfica             |
| 8  | HV | Marcos Acuña              | 28 tháng 10, 1991 (29 tuổi) | 29   | 0   | Sevilla             |
| 3  | HV | Nicolás Tagliafico        | 31 tháng 8, 1992 (28 tuổi)  | 29   | 0   | Ajax                |
| 6  | HV | Germán Pezzella           | 27 tháng 6, 1991 (29 tuổi)  | 17   | 2   | Fiorentina          |
| 4  | HV | Gonzalo Montiel           | 1 tháng 1, 1997 (24 tuổi)   | 7    | 0   | River Plate         |
| 2  | HV | Lucas Martínez Quarta     | 10 tháng 5, 1996 (25 tuổi)  | 6    | 0   | Fiorentina          |
| 13 | HV | Cristian Romero           | 27 tháng 4, 1998 (23 tuổi)  | 2    | 1   | Atalanta            |
| 25 | HV | Lisandro Martínez         | 18 tháng 1, 1998 (23 tuổi)  | 2    | 0   | Ajax                |
| 26 | HV | Nahuel Molina             | 6 tháng 4, 1998 (23 tuổi)   | 1    | 0   | Udinese             |
|    |    |                           |                             |      |     |                     |
| 11 | TV | Ángel Di María            | 14 tháng 2, 1988 (33 tuổi)  | 105  | 20  | Paris Saint-Germain |
| 5  | TV | Leandro Paredes           | 29 tháng 6, 1994 (26 tuổi)  | 30   | 4   | Paris Saint-Germain |
| 20 | TV | Giovani Lo Celso          | 9 tháng 4, 1996 (25 tuổi)   | 24   | 2   | Tottenham Hotspur   |
| 7  | TV | Rodrigo De Paul           | 24 tháng 5, 1994 (27 tuổi)  | 23   | 0   | Udinese             |
| 21 | TV | Ángel Correa              | 9 tháng 3, 1995 (26 tuổi)   | 13   | 2   | Atlético Madrid     |
| 18 | TV | Guido Rodríguez           | 12 tháng 4, 1994 (27 tuổi)  | 10   | 0   | Real Betis          |
| 14 | TV | Exequiel Palacios         | 5 tháng 10, 1998 (22 tuổi)  | 8    | 0   | Bayer Leverkusen    |
| 17 | TV | Nicolás Domínguez         | 28 tháng 6, 1998 (22 tuổi)  | 8    | 1   | Bologna             |
| 24 | TV | Alejandro Gómez           | 15 tháng 2, 1988 (33 tuổi)  | 5    | 1   | Sevilla             |
|    |    |                           |                             |      |     |                     |
| 10 | TĐ | Lionel Messi (đội trưởng) | 24 tháng 6, 1987 (33 tuổi)  | 144  | 72  | Barcelona           |
| 9  | TĐ | Sergio Agüero             | 2 tháng 6, 1988 (33 tuổi)   | 97   | 41  | Manchester City     |
| 22 | TĐ | Lautaro Martínez          | 22 tháng 8, 1997 (23 tuổi)  | 23   | 11  | Internazionale      |
| 15 | TĐ | Nicolás González          | 6 tháng 4, 1998 (23 tuổi)   | 6    | 2   | VfB Stuttgart       |
| 16 | TĐ | Joaquín Correa            | 13 tháng 8, 1994 (26 tuổi)  | 5    | 2   | Lazio               |
| 27 | TĐ | Julián Álvarez            | 31 tháng 1, 2000 (21 tuổi)  | 1    | 0   | River Plate         |

### Bolivia
Huấn luyện viên trưởng:  César Farías
Bolivia công bố đội hình 27 cầu thủ chính thức vào ngày 10 tháng 6 năm 2021. A provisional list was not revealed.
| Số | VT | Cầu thủ                     | Ngày sinh (tuổi)            | Trận | Bàn | Câu lạc bộ        |
| -- | -- | --------------------------- | --------------------------- | ---- | --- | ----------------- |
| 1  | TM | Carlos Lampe                | 17 tháng 3, 1987 (34 tuổi)  | 36   | 0   | Always Ready      |
| 2  | HV | Jairo Quinteros             | 7 tháng 2, 2001 (20 tuổi)   | 1    | 0   | Bolívar           |
| 3  | HV | José Sagredo                | 10 tháng 3, 1994 (27 tuổi)  | 25   | 0   | The Strongest     |
| 4  | HV | Luis Haquin                 | 15 tháng 11, 1997 (23 tuổi) | 18   | 1   | Melipilla         |
| 5  | HV | Adrián Jusino               | 9 tháng 7, 1992 (28 tuổi)   | 13   | 0   | AEL               |
| 6  | TV | Leonel Justiniano           | 2 tháng 7, 1992 (28 tuổi)   | 30   | 1   | Bolívar           |
| 7  | TV | Juan Carlos Arce            | 10 tháng 4, 1985 (36 tuổi)  | 76   | 12  | Always Ready      |
| 8  | HV | Diego Bejarano              | 24 tháng 8, 1991 (29 tuổi)  | 30   | 3   | Bolívar           |
| 9  | TĐ | Marcelo Moreno (đội trưởng) | 18 tháng 6, 1987 (33 tuổi)  | 83   | 25  | Cruzeiro          |
| 10 | TĐ | Henry Vaca                  | 27 tháng 1, 1998 (23 tuổi)  | 9    | 0   | Oriente Petrolero |
| 11 | TĐ | Rodrigo Ramallo             | 14 tháng 10, 1990 (30 tuổi) | 20   | 3   | Always Ready      |
| 12 | TM | Rubén Cordano               | 16 tháng 10, 1998 (22 tuổi) | 1    | 0   | Bolívar           |
| 13 | TV | Diego Wayar                 | 15 tháng 10, 1993 (27 tuổi) | 22   | 0   | The Strongest     |
| 14 | TV | Moisés Villarroel           | 7 tháng 9, 1998 (22 tuổi)   | 2    | 0   | Jorge Wilstermann |
| 15 | TV | Boris Céspedes              | 19 tháng 6, 1995 (25 tuổi)  | 4    | 1   | Servette          |
| 16 | TV | Erwin Saavedra              | 22 tháng 2, 1996 (25 tuổi)  | 25   | 2   | Bolívar           |
| 17 | TV | Roberto Fernández           | 12 tháng 7, 1999 (21 tuổi)  | 7    | 0   | Bolívar           |
| 18 | TĐ | Gilbert Álvarez             | 4 tháng 7, 1992 (28 tuổi)   | 28   | 5   | Jorge Wilstermann |
| 19 | HV | Enrique Flores              | 1 tháng 2, 1994 (27 tuổi)   | 13   | 0   | Always Ready      |
| 20 | TV | Ramiro Vaca                 | 1 tháng 7, 1999 (21 tuổi)   | 8    | 1   | The Strongest     |
| 21 | TV | Erwin Sánchez               | 23 tháng 7, 1992 (28 tuổi)  | 5    | 0   | Blooming          |
| 22 | TV | Danny Bejarano              | 3 tháng 1, 1994 (27 tuổi)   | 27   | 0   | Lamia             |
| 23 | TM | Javier Rojas                | 14 tháng 1, 1996 (25 tuổi)  | 1    | 0   | Bolívar           |
| 24 | TĐ | Jaume Cuéllar               | 23 tháng 8, 2001 (19 tuổi)  | 0    | 0   | SPAL              |
| 25 | TĐ | Jeyson Chura                | 3 tháng 2, 2002 (19 tuổi)   | 0    | 0   | The Strongest     |
| 26 | HV | Luis René Barboza           | 3 tháng 4, 1993 (28 tuổi)   | 0    | 0   | Aurora            |
| 27 | HV | Óscar Ribera                | 10 tháng 2, 1992 (29 tuổi)  | 13   | 0   | Blooming          |

### Uruguay
Huấn luyện viên trưởng: Óscar Tabárez
Uruguay công bố đội hình 26 cầu thủ chính thức vào ngày 10 tháng 6 năm 2021. A provisional list was not revealed.
| Số | VT | Cầu thủ                  | Ngày sinh (tuổi)            | Trận | Bàn | Câu lạc bộ        |
| -- | -- | ------------------------ | --------------------------- | ---- | --- | ----------------- |
| 1  | TM | Fernando Muslera         | 16 tháng 6, 1986 (34 tuổi)  | 118  | 0   | Galatasaray       |
| 2  | HV | José Giménez             | 20 tháng 1, 1995 (26 tuổi)  | 62   | 8   | Atlético Madrid   |
| 3  | HV | Diego Godín (đội trưởng) | 16 tháng 2, 1986 (35 tuổi)  | 141  | 8   | Cagliari          |
| 4  | HV | Ronald Araújo            | 7 tháng 3, 1999 (22 tuổi)   | 1    | 0   | Barcelona         |
| 5  | TV | Matías Vecino            | 24 tháng 8, 1991 (29 tuổi)  | 43   | 3   | Internazionale    |
| 6  | TV | Rodrigo Bentancur        | 25 tháng 6, 1997 (23 tuổi)  | 34   | 0   | Juventus          |
| 7  | TV | Nicolás De La Cruz       | 1 tháng 6, 1997 (24 tuổi)   | 5    | 0   | River Plate       |
| 8  | TV | Nahitan Nández           | 28 tháng 12, 1995 (25 tuổi) | 36   | 0   | Cagliari          |
| 9  | TĐ | Luis Suárez              | 24 tháng 1, 1987 (34 tuổi)  | 118  | 63  | Atlético Madrid   |
| 10 | TV | Giorgian De Arrascaeta   | 1 tháng 6, 1994 (27 tuổi)   | 26   | 3   | Flamengo          |
| 11 | HV | Camilo Cándido           | 2 tháng 6, 1995 (26 tuổi)   | 0    | 0   | Nacional          |
| 12 | TM | Martín Campaña           | 29 tháng 5, 1989 (32 tuổi)  | 9    | 0   | Al-Batin          |
| 13 | HV | Giovanni González        | 20 tháng 9, 1994 (26 tuổi)  | 10   | 0   | Peñarol           |
| 14 | TV | Lucas Torreira           | 11 tháng 2, 1996 (25 tuổi)  | 28   | 0   | Atlético Madrid   |
| 15 | TV | Federico Valverde        | 22 tháng 7, 1998 (22 tuổi)  | 24   | 2   | Real Madrid       |
| 16 | TĐ | Brian Rodríguez          | 20 tháng 5, 2000 (21 tuổi)  | 10   | 3   | Almería           |
| 17 | HV | Matías Viña              | 9 tháng 11, 1997 (23 tuổi)  | 11   | 0   | Palmeiras         |
| 18 | TĐ | Maxi Gómez               | 14 tháng 8, 1996 (24 tuổi)  | 19   | 3   | Valencia          |
| 19 | HV | Sebastián Coates         | 7 tháng 10, 1990 (30 tuổi)  | 40   | 1   | Sporting CP       |
| 20 | TĐ | Jonathan Rodríguez       | 6 tháng 7, 1993 (27 tuổi)   | 26   | 3   | Cruz Azul         |
| 21 | TĐ | Edinson Cavani           | 14 tháng 2, 1987 (34 tuổi)  | 118  | 51  | Manchester United |
| 22 | HV | Martín Cáceres           | 7 tháng 4, 1987 (34 tuổi)   | 104  | 4   | Fiorentina        |
| 23 | TM | Sergio Rochet            | 23 tháng 3, 1993 (28 tuổi)  | 0    | 0   | Nacional          |
| 24 | TV | Fernando Gorriarán       | 27 tháng 11, 1994 (26 tuổi) | 1    | 0   | Santos Laguna     |
| 25 | TĐ | Facundo Torres           | 13 tháng 4, 2000 (21 tuổi)  | 2    | 0   | Peñarol           |
| 26 | TĐ | Brian Ocampo             | 25 tháng 6, 1999 (21 tuổi)  | 0    | 0   | Nacional          |

### Chile
Huấn luyện viên trưởng:  Martín Lasarte
Chile công bố đội hình 28 cầu thủ chính thức vào ngày 10 tháng 6 năm 2021. A provisional list was not revealed.
| Số | VT | Cầu thủ                    | Ngày sinh (tuổi)            | Trận | Bàn | Câu lạc bộ           |
| -- | -- | -------------------------- | --------------------------- | ---- | --- | -------------------- |
| 1  | TM | Claudio Bravo (đội trưởng) | 13 tháng 4, 1983 (38 tuổi)  | 128  | 0   | Real Betis           |
| 13 | TM | Gabriel Arias              | 13 tháng 9, 1987 (33 tuổi)  | 13   | 0   | Racing               |
| 23 | TM | Gabriel Castellón          | 8 tháng 9, 1993 (27 tuổi)   | 0    | 0   | Huachipato           |
|    |    |                            |                             |      |     |                      |
| 17 | HV | Gary Medel                 | 3 tháng 8, 1987 (33 tuổi)   | 129  | 7   | Bologna              |
| 4  | HV | Mauricio Isla              | 12 tháng 6, 1988 (33 tuổi)  | 120  | 4   | Flamengo             |
| 2  | HV | Eugenio Mena               | 18 tháng 7, 1988 (32 tuổi)  | 58   | 3   | Racing               |
| 3  | HV | Guillermo Maripán          | 6 tháng 5, 1994 (27 tuổi)   | 28   | 2   | Monaco               |
| 5  | HV | Enzo Roco                  | 16 tháng 8, 1992 (28 tuổi)  | 25   | 1   | Fatih Karagümrük     |
| 18 | HV | Sebastián Vegas            | 4 tháng 12, 1996 (24 tuổi)  | 12   | 1   | Monterrey            |
| 6  | HV | Francisco Sierralta        | 6 tháng 5, 1997 (24 tuổi)   | 5    | 0   | Watford              |
| 15 | HV | Daniel González            | 20 tháng 2, 2002 (19 tuổi)  | 1    | 0   | Santiago Wanderers   |
|    |    |                            |                             |      |     |                      |
| 8  | TV | Arturo Vidal               | 22 tháng 5, 1987 (34 tuổi)  | 119  | 32  | Internazionale       |
| 20 | TV | Charles Aránguiz           | 17 tháng 4, 1989 (32 tuổi)  | 82   | 7   | Bayer Leverkusen     |
| 13 | TV | Erick Pulgar               | 15 tháng 1, 1994 (27 tuổi)  | 28   | 2   | Fiorentina           |
| 7  | TV | César Pinares              | 23 tháng 5, 1991 (30 tuổi)  | 15   | 1   | Grêmio               |
| 28 | TV | Claudio Baeza              | 23 tháng 12, 1993 (27 tuổi) | 8    | 0   | Toluca               |
| 14 | TV | Pablo Galdames             | 30 tháng 12, 1996 (24 tuổi) | 4    | 0   | Vélez Sarsfield      |
| 19 | TV | Tomás Alarcón              | 19 tháng 1, 1999 (22 tuổi)  | 3    | 0   | O'Higgins            |
| 27 | TV | Pablo Aránguiz             | 17 tháng 3, 1997 (24 tuổi)  | 0    | 0   | Universidad de Chile |
| 25 | TV | Marcelino Núñez            | 1 tháng 3, 2000 (21 tuổi)   | 0    | 0   | Universidad Católica |
|    |    |                            |                             |      |     |                      |
| 10 | TĐ | Alexis Sánchez             | 19 tháng 12, 1988 (32 tuổi) | 138  | 46  | Internazionale       |
| 11 | TĐ | Eduardo Vargas             | 20 tháng 11, 1989 (31 tuổi) | 95   | 38  | Atlético Mineiro     |
| 16 | TĐ | Felipe Mora                | 2 tháng 8, 1993 (27 tuổi)   | 8    | 1   | Portland Timbers     |
| 9  | TĐ | Jean Meneses               | 16 tháng 3, 1993 (28 tuổi)  | 7    | 2   | León                 |
| 21 | TĐ | Carlos Palacios            | 20 tháng 7, 2000 (20 tuổi)  | 3    | 0   | Internacional        |
| 26 | TĐ | Clemente Montes            | 25 tháng 4, 2001 (20 tuổi)  | 1    | 0   | Universidad Católica |
| 24 | TĐ | Luciano Arriagada          | 20 tháng 4, 2002 (19 tuổi)  | 0    | 0   | Colo-Colo            |
| 22 | TĐ | Ben Brereton Díaz          | 18 tháng 4, 1999 (22 tuổi)  | 0    | 0   | Blackburn Rovers     |

### Paraguay
Huấn luyện viên trưởng:  Eduardo Berizzo
Paraguay công bố đội hình 28 cầu thủ chính thức vào ngày 10 tháng 6 năm 2021. A provisional list was not revealed.
| Số | VT | Cầu thủ                    | Ngày sinh (tuổi)            | Trận | Bàn | Câu lạc bộ         |
| -- | -- | -------------------------- | --------------------------- | ---- | --- | ------------------ |
|    | TM | Antony Silva               | 27 tháng 2, 1984 (37 tuổi)  | 33   | 0   | Puebla             |
|    | TM | Alfredo Aguilar            | 18 tháng 7, 1988 (32 tuổi)  | 2    | 0   | Olimpia            |
|    | TM | Gerardo Ortíz              | 25 tháng 3, 1989 (32 tuổi)  | 0    | 0   | Once Caldas        |
|    |    |                            |                             |      |     |                    |
|    | HV | Gustavo Gómez (đội trưởng) | 6 tháng 5, 1993 (28 tuổi)   | 46   | 3   | Palmeiras          |
|    | HV | Júnior Alonso              | 9 tháng 2, 1993 (28 tuổi)   | 32   | 1   | Atlético Mineiro   |
|    | HV | Fabián Balbuena            | 23 tháng 8, 1991 (29 tuổi)  | 18   | 0   | West Ham United    |
|    | HV | Santiago Arzamendia        | 5 tháng 5, 1998 (23 tuổi)   | 9    | 0   | Cerro Porteño      |
|    | HV | Robert Rojas               | 30 tháng 4, 1996 (25 tuổi)  | 6    | 1   | River Plate        |
|    | HV | Omar Alderete              | 26 tháng 12, 1996 (24 tuổi) | 4    | 0   | Hertha BSC         |
|    | HV | Alberto Espínola           | 8 tháng 2, 1991 (30 tuổi)   | 3    | 0   | Cerro Porteño      |
|    | HV | David Martínez             | 21 tháng 1, 1998 (23 tuổi)  | 0    | 0   | River Plate        |
|    |    |                            |                             |      |     |                    |
|    | TV | Óscar Romero               | 4 tháng 7, 1992 (28 tuổi)   | 47   | 4   | San Lorenzo        |
|    | TV | Richard Sánchez            | 29 tháng 3, 1996 (25 tuổi)  | 15   | 1   | América            |
|    | TV | Mathías Villasanti         | 24 tháng 1, 1997 (24 tuổi)  | 9    | 0   | Cerro Porteño      |
|    | TV | Robert Piris Da Motta      | 26 tháng 7, 1994 (26 tuổi)  | 6    | 0   | Flamengo           |
|    | TV | Alejandro Romero Gamarra   | 11 tháng 1, 1995 (26 tuổi)  | 6    | 3   | Al-Taawoun         |
|    | TV | Gastón Giménez             | 27 tháng 7, 1991 (29 tuổi)  | 5    | 1   | Chicago Fire       |
|    | TV | Ángel Cardozo              | 19 tháng 10, 1994 (26 tuổi) | 5    | 0   | Cerro Porteño      |
|    | TV | Jorge Morel                | 22 tháng 1, 1998 (23 tuổi)  | 4    | 0   | Guaraní            |
|    | TV | Andrés Cubas               | 22 tháng 5, 1996 (25 tuổi)  | 3    | 0   | Nîmes              |
|    | TV | Braian Ojeda               | 27 tháng 6, 2000 (20 tuổi)  | 0    | 0   | Olimpia            |
|    |    |                            |                             |      |     |                    |
|    | TĐ | Miguel Almirón             | 10 tháng 2, 1994 (27 tuổi)  | 30   | 2   | Newcastle United   |
|    | TĐ | Ángel Romero               | 4 tháng 7, 1992 (28 tuổi)   | 25   | 6   | San Lorenzo        |
|    | TĐ | Antonio Bareiro            | 24 tháng 4, 1989 (32 tuổi)  | 5    | 1   | Libertad           |
|    | TĐ | Braian Samudio             | 23 tháng 12, 1995 (25 tuổi) | 4    | 0   | Çaykur Rizespor    |
|    | TĐ | Gabriel Ávalos             | 12 tháng 10, 1990 (30 tuổi) | 1    | 0   | Argentinos Juniors |
|    | TĐ | Carlos González            | 3 tháng 2, 1993 (28 tuổi)   | 1    | 0   | UANL               |
|    | TĐ | Julio Enciso               | 23 tháng 1, 2004 (17 tuổi)  | 0    | 0   | Libertad           |

## Bảng B

### Brasil
Huấn luyện viên trưởng: Tite
Brasil công bố đội hình 24 cầu thủ chính thức vào ngày 9 tháng 6 năm 2021. A provisional list was not revealed.
| Số | VT | Cầu thủ                   | Ngày sinh (tuổi)            | Trận | Bàn | Câu lạc bộ          |
| -- | -- | ------------------------- | --------------------------- | ---- | --- | ------------------- |
|    | TM | Alisson                   | 2 tháng 10, 1992 (28 tuổi)  | 45   | 0   | Liverpool           |
|    | TM | Ederson                   | 17 tháng 8, 1993 (27 tuổi)  | 12   | 0   | Manchester City     |
|    | TM | Weverton                  | 13 tháng 12, 1987 (33 tuổi) | 4    | 0   | Palmeiras           |
|    |    |                           |                             |      |     |                     |
|    | HV | Thiago Silva (đội trưởng) | 22 tháng 9, 1984 (36 tuổi)  | 93   | 7   | Chelsea             |
|    | HV | Marquinhos                | 14 tháng 5, 1994 (27 tuổi)  | 53   | 2   | Paris Saint-Germain |
|    | HV | Danilo                    | 15 tháng 7, 1991 (29 tuổi)  | 31   | 1   | Juventus            |
|    | HV | Alex Sandro               | 26 tháng 1, 1991 (30 tuổi)  | 25   | 1   | Juventus            |
|    | HV | Éder Militão              | 18 tháng 1, 1998 (23 tuổi)  | 10   | 0   | Real Madrid         |
|    | HV | Renan Lodi                | 8 tháng 4, 1998 (23 tuổi)   | 8    | 0   | Atlético Madrid     |
|    | HV | Felipe                    | 16 tháng 5, 1989 (32 tuổi)  | 2    | 0   | Atlético Madrid     |
|    | HV | Emerson                   | 14 tháng 1, 1999 (22 tuổi)  | 1    | 0   | Real Betis          |
|    |    |                           |                             |      |     |                     |
|    | TV | Casemiro                  | 23 tháng 2, 1992 (29 tuổi)  | 50   | 3   | Real Madrid         |
|    | TV | Lucas Paquetá             | 27 tháng 8, 1997 (23 tuổi)  | 15   | 3   | Lyon                |
|    | TV | Fabinho                   | 23 tháng 10, 1993 (27 tuổi) | 13   | 0   | Liverpool           |
|    | TV | Fred                      | 5 tháng 3, 1993 (28 tuổi)   | 13   | 0   | Manchester United   |
|    | TV | Éverton Ribeiro           | 10 tháng 4, 1989 (32 tuổi)  | 10   | 0   | Flamengo            |
|    | TV | Douglas Luiz              | 9 tháng 5, 1998 (23 tuổi)   | 6    | 0   | Aston Villa         |
|    |    |                           |                             |      |     |                     |
|    | TĐ | Neymar                    | 5 tháng 2, 1992 (29 tuổi)   | 105  | 66  | Paris Saint-Germain |
|    | TĐ | Roberto Firmino           | 2 tháng 10, 1991 (29 tuổi)  | 50   | 16  | Liverpool           |
|    | TĐ | Gabriel Jesus             | 3 tháng 4, 1997 (24 tuổi)   | 43   | 18  | Manchester City     |
|    | TĐ | Richarlison               | 10 tháng 5, 1997 (24 tuổi)  | 25   | 9   | Everton             |
|    | TĐ | Everton                   | 22 tháng 3, 1996 (25 tuổi)  | 19   | 3   | Benfica             |
|    | TĐ | Gabriel Barbosa           | 30 tháng 8, 1996 (24 tuổi)  | 7    | 2   | Flamengo            |
|    | TĐ | Vinícius Júnior           | 12 tháng 7, 2000 (20 tuổi)  | 1    | 0   | Real Madrid         |

### Colombia
Huấn luyện viên trưởng: Reinaldo Rueda
Colombia công bố đội hình 28 cầu thủ chính thức vào ngày 10 tháng 6 năm 2021. Juan Ferney Otero rút lui vào ngày 11 tháng 6 năm 2021 sau khi có kết quả xét nghiệm dương tính với COVID-19.
| Số | VT | Cầu thủ                   | Ngày sinh (tuổi)            | Trận | Bàn | Câu lạc bộ             |
| -- | -- | ------------------------- | --------------------------- | ---- | --- | ---------------------- |
|    | TM | David Ospina (đội trưởng) | 31 tháng 8, 1988 (32 tuổi)  | 107  | 0   | Napoli                 |
|    | TM | Camilo Vargas             | 9 tháng 3, 1989 (32 tuổi)   | 9    | 0   | Atlas                  |
|    | TM | Aldair Quintana           | 11 tháng 7, 1994 (26 tuổi)  | 0    | 0   | Atlético Nacional      |
|    |    |                           |                             |      |     |                        |
|    | HV | Davinson Sánchez          | 12 tháng 6, 1996 (25 tuổi)  | 34   | 0   | Tottenham Hotspur      |
|    | HV | Yerry Mina                | 23 tháng 9, 1994 (26 tuổi)  | 28   | 7   | Everton                |
|    | HV | Stefan Medina             | 14 tháng 6, 1992 (28 tuổi)  | 23   | 0   | Monterrey              |
|    | HV | Óscar Murillo             | 18 tháng 4, 1988 (33 tuổi)  | 17   | 0   | Pachuca                |
|    | HV | William Tesillo           | 2 tháng 2, 1990 (31 tuổi)   | 15   | 1   | León                   |
|    | HV | Jhon Lucumí               | 26 tháng 6, 1998 (22 tuổi)  | 4    | 0   | Genk                   |
|    | HV | Daniel Muñoz              | 25 tháng 5, 1996 (25 tuổi)  | 1    | 0   | Genk                   |
|    | HV | Carlos Cuesta             | 9 tháng 3, 1999 (22 tuổi)   | 0    | 0   | Genk                   |
|    |    |                           |                             |      |     |                        |
|    | TV | Juan Cuadrado             | 26 tháng 5, 1988 (33 tuổi)  | 96   | 8   | Juventus               |
|    | TV | Edwin Cardona             | 8 tháng 12, 1992 (28 tuổi)  | 41   | 5   | Boca Juniors           |
|    | TV | Wílmar Barrios            | 16 tháng 10, 1993 (27 tuổi) | 35   | 0   | Zenit Saint Petersburg |
|    | TV | Mateus Uribe              | 21 tháng 3, 1991 (30 tuổi)  | 30   | 4   | Porto                  |
|    | TV | Gustavo Cuéllar           | 14 tháng 10, 1992 (28 tuổi) | 9    | 1   | Al-Hilal Saudi         |
|    | TV | Sebastián Pérez           | 29 tháng 3, 1993 (28 tuổi)  | 8    | 1   | Boavista               |
|    | TV | Yairo Moreno              | 4 tháng 4, 1995 (26 tuổi)   | 8    | 0   | Pachuca                |
|    | TV | Baldomero Perlaza         | 25 tháng 6, 1992 (28 tuổi)  | 0    | 0   | Atlético Nacional      |
|    |    |                           |                             |      |     |                        |
|    | TĐ | Luis Muriel               | 16 tháng 4, 1991 (30 tuổi)  | 38   | 8   | Atalanta               |
|    | TĐ | Duván Zapata              | 1 tháng 4, 1991 (30 tuổi)   | 22   | 4   | Atalanta               |
|    | TĐ | Luis Díaz                 | 13 tháng 1, 1997 (24 tuổi)  | 18   | 2   | Porto                  |
|    | TĐ | Miguel Borja              | 26 tháng 1, 1993 (28 tuổi)  | 12   | 4   | Junior                 |
|    | TĐ | Yimmi Chará               | 2 tháng 4, 1991 (30 tuổi)   | 10   | 1   | Portland Timbers       |
|    | TĐ | Alfredo Morelos           | 21 tháng 6, 1996 (24 tuổi)  | 10   | 1   | Rangers                |
|    | TĐ | Rafael Santos Borré       | 15 tháng 9, 1995 (25 tuổi)  | 3    | 0   | River Plate            |
|    | TĐ | Leandro Campaz            | 24 tháng 5, 2000 (21 tuổi)  | 0    | 0   | Deportes Tolima        |

### Venezuela
Huấn luyện viên trưởng:  José Peseiro
Venezuela công bố đội hình sơ bộ 49 cầu thủ vào các ngày 12 và 13 tháng 5 năm 2021. Đội hình 28 cầu thủ chính thức được công bố vào ngày 10 tháng 6 năm 2021.
| Số | VT | Cầu thủ                   | Ngày sinh (tuổi)            | Trận | Bàn | Câu lạc bộ           |
| -- | -- | ------------------------- | --------------------------- | ---- | --- | -------------------- |
|    | TM | Wuilker Faríñez           | 15 tháng 2, 1998 (23 tuổi)  | 26   | 0   | Lens                 |
|    | TM | Rafael Romo               | 25 tháng 2, 1990 (31 tuổi)  | 12   | 0   | OH Leuven            |
|    | TM | Joel Graterol             | 13 tháng 2, 1997 (24 tuổi)  | 2    | 0   | América de Cali      |
|    |    |                           |                             |      |     |                      |
|    | HV | Roberto Rosales           | 20 tháng 11, 1988 (32 tuổi) | 86   | 1   | Leganés              |
|    | HV | Alexander González        | 13 tháng 9, 1992 (28 tuổi)  | 50   | 1   | Málaga               |
|    | HV | Mikel Villanueva          | 14 tháng 4, 1993 (28 tuổi)  | 27   | 2   | Santa Clara          |
|    | HV | Jhon Chancellor           | 2 tháng 1, 1992 (29 tuổi)   | 20   | 1   | Brescia              |
|    | HV | Ronald Hernández          | 21 tháng 9, 1997 (23 tuổi)  | 17   | 0   | Atlanta United FC    |
|    | HV | Luis Mago                 | 15 tháng 9, 1994 (26 tuổi)  | 12   | 2   | Universidad de Chile |
|    | HV | Nahuel Ferraresi          | 19 tháng 11, 1998 (22 tuổi) | 4    | 0   | Moreirense           |
|    | HV | Yohan Cumana              | 8 tháng 3, 1996 (25 tuổi)   | 0    | 0   | Deportivo La Guaira  |
|    | HV | Adrián Martínez           | 14 tháng 7, 1993 (27 tuổi)  | 0    | 0   | Deportivo La Guaira  |
|    |    |                           |                             |      |     |                      |
|    | TV | Tomás Rincón (đội trưởng) | 13 tháng 1, 1988 (33 tuổi)  | 106  | 1   | Torino               |
|    | TV | Rómulo Otero              | 9 tháng 11, 1992 (28 tuổi)  | 39   | 6   | Corinthians          |
|    | TV | Jhon Murillo              | 21 tháng 11, 1995 (25 tuổi) | 31   | 4   | Tondela              |
|    | TV | Júnior Moreno             | 20 tháng 7, 1993 (27 tuổi)  | 24   | 1   | D.C. United          |
|    | TV | Yangel Herrera            | 7 tháng 1, 1998 (23 tuổi)   | 21   | 2   | Granada              |
|    | TV | Jefferson Savarino        | 11 tháng 11, 1996 (24 tuổi) | 18   | 1   | Atlético Mineiro     |
|    | TV | Yeferson Soteldo          | 30 tháng 6, 1997 (23 tuổi)  | 18   | 1   | Toronto FC           |
|    | TV | Cristian Cásseres Jr.     | 20 tháng 1, 2000 (21 tuổi)  | 6    | 0   | New York Red Bulls   |
|    | TV | Bernaldo Manzano          | 2 tháng 7, 1990 (30 tuổi)   | 3    | 0   | Deportivo Lara       |
|    | TV | José Andrés Martínez      | 7 tháng 9, 1994 (26 tuổi)   | 1    | 0   | Philadelphia Union   |
|    | TV | Richard Celis             | 23 tháng 4, 1996 (25 tuổi)  | 1    | 0   | Caracas              |
|    | TV | Edson Castillo            | 18 tháng 5, 1994 (27 tuổi)  | 0    | 0   | Caracas              |
|    |    |                           |                             |      |     |                      |
|    | TĐ | Josef Martínez            | 19 tháng 5, 1993 (28 tuổi)  | 53   | 11  | Atlanta United FC    |
|    | TĐ | Fernando Aristeguieta     | 9 tháng 4, 1992 (29 tuổi)   | 21   | 1   | Mazatlán             |
|    | TĐ | Sergio Córdova            | 9 tháng 8, 1997 (23 tuổi)   | 10   | 0   | Arminia Bielefeld    |
|    | TĐ | Jhonder Cádiz             | 29 tháng 7, 1995 (25 tuổi)  | 4    | 0   | Nashville SC         |

### Ecuador
Huấn luyện viên trưởng:  Gustavo Alfaro
Ecuador công bố đội hình 28 cầu thủ chính thức vào ngày 9 tháng 6 năm 2021. A provisional list was not revealed.
| Số | VT | Cầu thủ                          | Ngày sinh (tuổi)            | Trận | Bàn | Câu lạc bộ              |
| -- | -- | -------------------------------- | --------------------------- | ---- | --- | ----------------------- |
|    | TM | Alexander Domínguez (đội trưởng) | 5 tháng 6, 1987 (34 tuổi)   | 59   | 0   | Vélez Sarsfield         |
|    | TM | Pedro Ortíz                      | 19 tháng 2, 1990 (31 tuổi)  | 2    | 0   | Emelec                  |
|    | TM | Hernán Galíndez                  | 30 tháng 3, 1987 (34 tuổi)  | 0    | 0   | Universidad Católica    |
|    |    |                                  |                             |      |     |                         |
|    | HV | Robert Arboleda                  | 22 tháng 10, 1991 (29 tuổi) | 22   | 2   | São Paulo               |
|    | HV | Xavier Arreaga                   | 28 tháng 9, 1994 (26 tuổi)  | 12   | 1   | Seattle Sounders FC     |
|    | HV | Mario Pineida                    | 6 tháng 7, 1992 (28 tuổi)   | 9    | 0   | Barcelona               |
|    | HV | Ángelo Preciado                  | 18 tháng 2, 1998 (23 tuổi)  | 8    | 0   | Genk                    |
|    | HV | Pervis Estupiñán                 | 21 tháng 1, 1998 (23 tuổi)  | 7    | 1   | Villarreal              |
|    | HV | Diego Palacios                   | 12 tháng 7, 1999 (21 tuổi)  | 6    | 0   | Los Angeles FC          |
|    | HV | Félix Torres                     | 11 tháng 1, 1997 (24 tuổi)  | 4    | 0   | Santos Laguna           |
|    | HV | Luis Fernando León               | 11 tháng 4, 1993 (28 tuổi)  | 3    | 0   | Barcelona               |
|    | HV | Piero Hincapié                   | 9 tháng 1, 2002 (19 tuổi)   | 0    | 0   | Talleres                |
|    |    |                                  |                             |      |     |                         |
|    | TV | Christian Noboa                  | 9 tháng 4, 1985 (36 tuổi)   | 78   | 4   | Sochi                   |
|    | TV | Fidel Martínez                   | 15 tháng 2, 1990 (31 tuổi)  | 33   | 8   | Tijuana                 |
|    | TV | Ángel Mena                       | 21 tháng 1, 1988 (33 tuổi)  | 27   | 6   | León                    |
|    | TV | Jhegson Méndez                   | 26 tháng 4, 1997 (24 tuổi)  | 18   | 0   | Orlando City SC         |
|    | TV | Ayrton Preciado                  | 17 tháng 7, 1994 (26 tuổi)  | 17   | 1   | Santos Laguna           |
|    | TV | Gonzalo Plata                    | 11 tháng 1, 2000 (21 tuổi)  | 10   | 4   | Sporting CP             |
|    | TV | Alan Franco                      | 21 tháng 8, 1998 (22 tuổi)  | 9    | 1   | Atlético Mineiro        |
|    | TV | Moisés Caicedo                   | 2 tháng 11, 2001 (19 tuổi)  | 5    | 1   | Brighton & Hove Albion  |
|    | TV | Damián Díaz                      | 1 tháng 5, 1986 (35 tuổi)   | 2    | 0   | Barcelona               |
|    | TV | José Carabalí                    | 19 tháng 5, 1997 (24 tuổi)  | 2    | 0   | Universidad Católica    |
|    | TV | Dixon Arroyo                     | 1 tháng 6, 1992 (29 tuổi)   | 1    | 0   | Emelec                  |
|    |    |                                  |                             |      |     |                         |
|    | TĐ | Enner Valencia                   | 4 tháng 11, 1989 (31 tuổi)  | 57   | 31  | Fenerbahçe              |
|    | TĐ | Michael Estrada                  | 7 tháng 4, 1996 (25 tuổi)   | 15   | 4   | Toluca                  |
|    | TĐ | Leonardo Campana                 | 24 tháng 7, 2000 (20 tuổi)  | 6    | 0   | Famalicão               |
|    | TĐ | Jordy Caicedo                    | 18 tháng 11, 1997 (23 tuổi) | 2    | 0   | CSKA Sofia              |
|    | TĐ | José Andrés Hurtado              | 23 tháng 12, 2001 (19 tuổi) | 0    | 0   | Independiente del Valle |

### Peru
Huấn luyện viên trưởng:  Ricardo Gareca
Peru công bố đội hình sơ bộ 51 cầu thủ vào ngày 27 tháng 4 năm 2021, và tăng lên 60 cầu thủ vào ngày 1 tháng 6 năm 2021. Đội hình 26 cầu thủ chính thức được công bố vào ngày 10 tháng 6 năm 2021.
| Số | VT | Cầu thủ                    | Ngày sinh (tuổi)            | Trận | Bàn | Câu lạc bộ                |
| -- | -- | -------------------------- | --------------------------- | ---- | --- | ------------------------- |
|    | TM | Pedro Gallese (đội trưởng) | 23 tháng 2, 1990 (31 tuổi)  | 68   | 0   | Orlando City SC           |
|    | TM | José Carvallo              | 1 tháng 3, 1986 (35 tuổi)   | 7    | 0   | Universitario             |
|    | TM | Carlos Cáceda              | 27 tháng 9, 1991 (29 tuổi)  | 6    | 0   | Melgar                    |
|    |    |                            |                             |      |     |                           |
|    | HV | Christian Ramos            | 4 tháng 11, 1988 (32 tuổi)  | 77   | 3   | Universidad César Vallejo |
|    | HV | Miguel Trauco              | 25 tháng 8, 1992 (28 tuổi)  | 52   | 0   | Saint-Étienne             |
|    | HV | Aldo Corzo                 | 20 tháng 5, 1989 (32 tuổi)  | 31   | 0   | Universitario             |
|    | HV | Luis Abram                 | 27 tháng 2, 1996 (25 tuổi)  | 26   | 1   | Vélez Sarsfield           |
|    | HV | Miguel Araujo              | 24 tháng 10, 1994 (26 tuổi) | 19   | 0   | Emmen                     |
|    | HV | Anderson Santamaría        | 10 tháng 1, 1992 (29 tuổi)  | 17   | 0   | Atlas                     |
|    | HV | Alexander Callens          | 4 tháng 5, 1992 (29 tuổi)   | 13   | 1   | New York City FC          |
|    | HV | Marcos López               | 20 tháng 11, 1999 (21 tuổi) | 6    | 0   | San Jose Earthquakes      |
|    | HV | Renzo Garcés               | 12 tháng 6, 1996 (25 tuổi)  | 0    | 0   | Universidad César Vallejo |
|    | HV | Jhilmar Lora               | 24 tháng 10, 2000 (20 tuổi) | 0    | 0   | Sporting Cristal          |
|    |    |                            |                             |      |     |                           |
|    | TV | Yoshimar Yotún             | 7 tháng 4, 1990 (31 tuổi)   | 98   | 3   | Cruz Azul                 |
|    | TV | André Carrillo             | 14 tháng 6, 1991 (29 tuổi)  | 70   | 9   | Al-Hilal                  |
|    | TV | Christian Cueva            | 23 tháng 11, 1991 (29 tuổi) | 72   | 11  | Al-Fateh                  |
|    | TV | Renato Tapia               | 28 tháng 7, 1995 (25 tuổi)  | 58   | 4   | Celta Vigo                |
|    | TV | Sergio Peña                | 28 tháng 9, 1995 (25 tuổi)  | 10   | 0   | Emmen                     |
|    | TV | Wilder Cartagena           | 23 tháng 9, 1994 (26 tuổi)  | 6    | 0   | Godoy Cruz                |
|    | TV | Raziel García              | 15 tháng 2, 1994 (27 tuổi)  | 0    | 0   | Cienciano                 |
|    | TV | Alexis Arias               | 13 tháng 12, 1995 (25 tuổi) | 2    | 0   | Melgar                    |
|    | TV | Martín Távara              | 25 tháng 3, 1999 (22 tuổi)  | 0    | 0   | Sporting Cristal          |
|    |    |                            |                             |      |     |                           |
|    | TĐ | Gianluca Lapadula          | 7 tháng 2, 1990 (31 tuổi)   | 4    | 0   | Benevento                 |
|    | TĐ | Luis Iberico               | 6 tháng 2, 1998 (23 tuổi)   | 1    | 0   | Melgar                    |
|    | TĐ | Santiago Ormeño            | 4 tháng 2, 1994 (27 tuổi)   | 0    | 0   | Puebla                    |
|    | TĐ | Alex Valera                | 16 tháng 5, 1996 (25 tuổi)  | 0    | 0   | Universitario             |

## Thống kê

### Độ tuổi

#### Cầu thủ
- Già nhất:  Claudio Bravo (38 năm, 61 ngày)
- Trẻ nhất:  Julio Enciso (17 năm, 141 ngày)

#### Thủ môn
- Già nhất:  Claudio Bravo (38 năm, 61 ngày)
- Trẻ nhất:  Rubén Cordano (22 năm, 240 ngày)

#### Đội trưởng
- Già nhất:  Claudio Bravo (38 năm, 61 ngày)